# فوکوبارا موتوتاکه

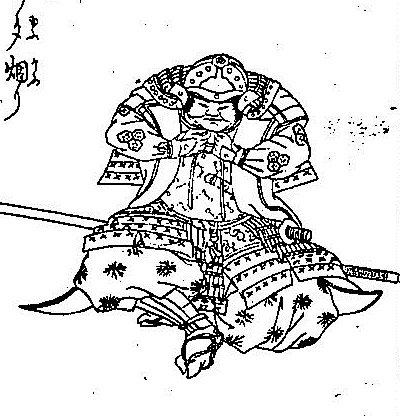

فوکوبارا موتوتاکه (به ژاپنی: 福原元たけ) (۱۸۶۴ – ۱۸۱۵ میلادی) یک سامورایی در دوره باکوماتسو از اهالی قلمروی چوشو بود. عضو افراطی جناح طرفداران امپراتور بود. در کودتای بونکیو از کیوتو رانده شد.
پس از شورش دروازه‌های ممنوعه به همراه کیجیما ماتابی (مرگ ۲۰ اوت ۱۸۶۴) و کوساکا گنزوی (مرگ ۲۰ اوت ۱۸۶۴) یکی از رهبران شورش دروازه‌های ممنوعه/شورش کینمون (۲۰ اوت ۱۸۶۴) بود. در ۱۰ ماه نوامبر ۱۸۶۴ وی به دستور تاکاموری سایگو هاراکیری کرد.